# Episodi de La cattedrale del mare (serie televisiva)
La prima stagione della serie televisiva La cattedrale del mare (La catedral del mar), composta da 8 episodi, è stata trasmessa per la prima volta in Spagna su Antena 3 dal 23 maggio al 18 luglio 2018.
In Italia la stagione è stata interamente distribuita su Netflix il 1º settembre 2018 e trasmessa in chiaro per 4 puntate ogni martedì in prima serata su Canale 5 dal 19 maggio al 9 giugno 2020, con due episodi a settimana.
| n° | Titolo originale    | Prima TV Spagna | Titolo italiano                    | Pubblicazione Italia |
| -- | ------------------- | --------------- | ---------------------------------- | -------------------- |
| 1  | Fugitivos           | 23 maggio 2018  | Episodio 1 aka Fuggitivi           | 1º settembre 2018    |
| 2  | Hermanos            | 30 maggio 2018  | Episodio 2 aka Fratelli            | 1º settembre 2018    |
| 3  | Deseo               | 6 giugno 2018   | Episodio 3 aka Desiderio           | 1º settembre 2018    |
| 4  | Arrepentíos         | 20 giugno 2018  | Episodio 4 aka Pentirsi            | 1º settembre 2018    |
| 5  | No somos como ellos | 27 giugno 2018  | Episodio 5 aka Non siamo come loro | 1º settembre 2018    |
| 6  | Secretos            | 4 luglio 2018   | Episodio 6 aka Segreti             | 1º settembre 2018    |
| 7  | Venganza            | 11 luglio 2018  | Episodio 7 aka Vendetta            | 1º settembre 2018    |
| 8  | Condenado           | 18 luglio 2018  | Episodio 8 aka Condannato          | 1º settembre 2018    |

## Episodio 1
- Titolo originale: Fugitivos
- Diretto da: Jordi Frades
- Scritto da: Rodolf Sirera

### Trama
- Ascolti Spagna (Antena 3): telespettatori 3 859 000 – share 22,8%[7].

## Episodio 2
- Titolo originale: Hermanos
- Diretto da: Jordi Frades
- Scritto da: Antonio Onetti

### Trama
- Ascolti Spagna (Antena 3): telespettatori 3 192 000 – share 19,0%[8].

## Episodio 3
- Titolo originale: Deseo
- Diretto da: Jordi Frades
- Scritto da: Sergio Barrejón, Antonio Onetti e Rodolf Sirera

### Trama
- Ascolti Spagna (Antena 3): telespettatori 3 112 000 – share 18,4%[9].

## Episodio 4
- Titolo originale: Arrepentíos
- Diretto da: Jordi Frades
- Scritto da: Sergio Barrejón e Rodolf Sirera

### Trama
- Ascolti Spagna (Antena 3): telespettatori 2 576 000 – share 16,8%[10].

## Episodio 5
- Titolo originale: No somos como ellos
- Diretto da: Jordi Frades e Salvador García Ruiz
- Scritto da: Sergio Barrejón e Rodolf Sirera

### Trama
- Ascolti Spagna (Antena 3): telespettatori 2 290 000 – share 15,4%[11].

## Episodio 6
- Titolo originale: Secretos
- Diretto da: Jordi Frades
- Scritto da: Sergio Barrejón, Antonio Onetti e Rodolf Sirera

### Trama
- Ascolti Spagna (Antena 3): telespettatori 2 239 000 – share 15,4%[12].

## Episodio 7
- Titolo originale: Venganza
- Diretto da: Jordi Frades
- Scritto da: Antonio Onetti e Rodolf Sirera

### Trama
- Ascolti Spagna (Antena 3): telespettatori 1 961 000 – share 13,8%[13].

## Episodio 8
- Titolo originale: Condenado
- Diretto da: Jordi Frades
- Scritto da: Rodolf Sirera

### Trama
- Ascolti Spagna (Antena 3): telespettatori 2 096 000 – share 16,4%[14].